# House of Flying Daggers
House of Flying Daggers (Chinees: |十面埋伏, pinyin: Shí miàn mái fú) is een Chinese actiefilm uit 2004.

## Verhaal
In de 9e eeuw is er onenigheid in China. De rebellenbeweging 'House of the Flying Daggers' komt in opstand tegen de Chinese regering. Wanneer de soldaten van de regering in een bordeel binnenvallen, vinden ze de blinde danseres Mei. Zij lijkt aanvankelijk de dochter van de pas vermoorde leiders van de 'Flying Daggers' en met dat idee nemen de soldaten haar dan ook gevangen.
Jin, kapitein van de soldaten van de regering, stelt voor om via haar de hele rebellenbeweging op te rollen. Hij dringt incognito de gevangenis binnen en helpt Mei te ontsnappen. Maar al snel lijkt het erop dat Mei en Jin meer gaan voelen voor elkaar. Nochtans zijn ze van verschillende kampen.

## Rolverdeling
- Takeshi Kaneshiro - Jin
- Andy Lau - Leo
- Zhang Ziyi - Xiao Mei (als Zhang Ziyi)
- Dandan Song - Yee

## Trivia
- De actrice Zhang Ziyi zong het gedicht Jia ren qu in deze film.